# KENROKU
KENROKU（けんろく、1980年8月19日-）は、兵庫県芦屋市出身の俳優。身長182cm、体重75kg。血液型はO型。趣味はボディビルディング、一人旅、神社仏閣巡り、プロレス・格闘技観戦。特技はボクシング、華道、英会話。NESTA（全米エクササイズ＆スポーツトレーナー協会）認定パーソナルフィットネストレーナー、NESTA認定ダイエット＆ビューティースペシャルリスト資格やボクシングのプロライセンスも取得している。

## 経歴
1980年8月19日生まれ。父は華道未生流副家元。
2002年甲南大学在学中に渡米。カリフォルニア州サンタモニカのアクティングスクールで芝居と英語を学ぶ。
2003年活動の場を東京に移し、俳優としての活動を開始。
2006年アーティスト名を"KENROKU"とし、映画、舞台、CM等に出演。
2012年後楽園ホールにてプロボクシングライセンス取得。
2014年神社検定参級取得。
2015年8月16日俳優の金子賢が主催する大会「サマー・スタイル・アワード」に出場し176cm超級で6位入賞。
2016年よりポーラスター東京アカデミー講師を担当。
2017年10月よりTPサテライト エンタメフィットネス講師を担当。
2017年11月1日TWIN PLANETへ移籍。
2020年8月16日オンラインパーソナルトレーニングアプリ「Togetherおうちで一緒にトレーニング」を開発し、AppStoreとGoogle Playでリリース。

## 出演作品

### 舞台
- ROOM 「Amuse-Prestage project-unit」（2005年、千本桜ホール） -
- ろまんす （2010年、アクアスタジオ）- 田波直人 役
- 改訂版!!そして竜馬は殺された （2010年、時来組）- 原田左之助 役
- それゆけ！遠山一家〜ヤスの妹 萌え♪萌え♪極楽(パラダイス)〜 （2011年、エアースタジオ） - アントニオ町田 役
- 十二人の怒れる人々 （2011年、アクアスタジオ）- 10号 役
- 〜AduLt〜 （2012年、万本桜企画）- 洋介 役
- 檻からホットブラザーズ （2012年、演劇集団Z-Lion、新宿タイニイアリス）- ブンタ 役
- たまり、るいゆー （2013年、万本桜企画）-
- アブニール夢見が丘 壁一枚の物語 （2013年、ユーキース・エンタテインメント、新宿タイニイアリス、十三Ardiente）- ユウスケ 役
- 劇団コラソン第26回公演「モテなキ」 （2013年、コラソン・ジャパン、下北沢駅前劇場）- KENROKU 役
- G&Gアクターズファクトリー第5回プロデュース作品「秋宵（あきよい）〜遠い日の宴〜」 （2013年、ユーキース・エンタテインメント、笹塚ファクトリー）- 山口公平 役
- 劇団コラソン第27回公演「忘年会」 （2013年、コラソン・ジャパン、ステージカフェ下北沢亭）-
- 劇団ドガドガプラス第26回公演「浅草アリス in wonderland」（2018年、浅草東洋館 旧フランス座）- 知渡玲＆ジルドレ 役

### CM
- アサヒスーパードライ 「人生の歓び篇 第2弾」
- 富士フイルム 「お正月篇」
- ENEOS 「Dr.おうちのエネルギー」
- JT ウィンストン (たばこ)
- 大正製薬 「リアップX5プラス 未来編」

### TV
- 女と愛とミステリー「パートタイム探偵2」（テレビ東京）
- au携帯ドラマ横浜エイティーズ  -丸山春樹 役
- RESCUE〜特別高度救助隊（2009年、TBS）
- NHK 社内用啓発コンテンツドラマ
- バラエティ「爆問！最強ドッキリ祭」 （2014年、TBS）-IT社長ケン役
- 有吉ゼミ（2015年、TBS）-金子賢役
- 行列のできる法律相談所（2016年、NTV）-山田章仁役
- ブラックスキャンダル（2018年、NTV）-ウェイター役[8]。
- 犬も食わない（2018年、NTV）[9]。
- 億婚（2019年、テレビ朝日） -ケン役[10]。

### 映画
- ワイルド・フラワーズ（2004年）-
- 放送禁止劇場版「密着68日 復讐執行人」（2008年）-
- 252-生存者あり-（2008年） -大和田誠 役
- 20世紀少年-最終章-（2009年）-
- 唐人街探偵 東京MISSION - (2021)

### PV
- T.M.Revolution「Phantom Pain」

### 広告
- 明治製菓、SAVAS
- スコッチバンク銀座
- EIZO

### 雑誌
- celebの宝石箱　植松晃士ファッションムック　ワニマガジン社

### イベント
- 松山優太ファン親睦イベントMC